# Centro Olímpico Ecuestre Markopulo
El Centro Olímpico Ecuestre Markopoulo acogió los eventos de equitación durante los Juegos Olímpicos de 2004 en Atenas, Grecia. La sede se encuentra en Markopoulo, a las afueras de Atenas. Se completó en diciembre de 2003 y fue oficialmente abierta el 12 de agosto de 2004. El aforo de la sede es de 10 000 para las competiciones de salto, 8.100 para las de doma clásica y 15.000 para los eventos de Concurso completo.
El centro ecuestre también cuenta con el único hipódromo existente en Grecia.